# Olbramice (okres Ostrava-město)
Olbramice (německy Wollmersdorf, v místním nářečí Obranice) jsou obec v okrese Ostrava-město v Moravskoslezském kraji. Žije zde 725 obyvatel.

## Poloha
Olbramice leží na svahu od severozápadu k jihovýchodu na pravém břehu potoka Polančice a na levém břehu potoka Seziny. Polančice pramení u vrchu Horník u Kyjovic, Sezina u Pusté Polomi. Obě říčky jsou levostranným přítokem řeky Odry (Sezina nejdřív vtéká do Bílovky).
Obec náleží k podhůří Nízkého Jeseníku (Vítkovská vrchovina), přičemž hranice mezi Moravskou bránou a Ostravskou pánví probíhá jen o pár kilometrů dále přibližně obcemi Bílovec, Lhotka, Josefovice, Klimkovice atd. Olbramice hraničí s obcemi Zbyslavice, Bítov, Bílovec, Bravantice, Klimkovice a Čavisov.
Nejvyšším vrcholem (ne místem) katastru obce je Kamenný kopec (305 m n. m.).
V obci se nachází jeden rybník, přičemž zde v minulosti bývaly tři. Olbramice měly stejně jako ostatní obce v okolí svůj větrný mlýn „za humnami“ naproti kostelu, ten však byl okolo roku 1910 zbořen. Dnes paradoxně tvoří dominantu obce (kromě kostela) jiný bývalý větrný mlýn stojící na Vrchpolí, ten však katastrálně patří pod obec Zbyslavice.
Olbramice jsou obcí „německého typu“ s rodinnými domky se zahradami, které jsou rozsety převážně kolem průchozí – Hlavní ulice a s ní rovnoběžnými ulicemi Dlouhá a Zahumení. Na jihovýchodním, nejnižším, konci se nachází velké fotbalové, malé dětské hřiště (Centrum volného času) a rybník, v zimě využívaný jako kluziště. Přibližně ve středu obce je malý parčík s památníkem obětem válek, mateřská a základní škola pro první stupeň (založena roku 1901), obchod se smíšeným zbožím a pro tuto oblast typický kulturní dům kvádrovitého tvaru. Na horní straně obce se nachází kostel se hřbitovem.
Lokalita mezi Olbramicemi a Vřesinou byla vyhlášena chráněnou přírodní rezervací – Oderské vrchy.

## Historie
V Olbramicích stávala od pradávna tvrz v místech, kde stojí nynější škola. Po rozdělení Opavska roku 1377 patřila tvrz i s vesnicí, kterou držel pan Ješek, k dílům knížat Přemka a Václava. Kníže Přemek prodal svojí část roki 1429 Janu z Tvorkova. Roku 1431 se poprvé připomíná rod Loutků z Olbramic, kteří zdejší tvrz na Zámeckém kopci a ves vlastnil až do roku 1520. Jan Loutka vložil roku 1498 Olbramice do rukou svého syna Ondřeje Loutky, jehož manželka byla Češka z Čechendorfu, a který roku 1520 intabuloval Olbramice k tvrzi Hynkovi Bruntálskému z Vrbna. Potom Olbramice dočasně patřily k panství Klimkovickému. Roku 1608 se v Olbramicích připomíná zákupní fojtství. Roku 1573 byly Olbramice prodány rodu Bravantských z Chobřan, kteří vytvořili panství Bravantice. V 19. století je koupil rod hrabat Blücherů z Wahlstattu, při němž zůstaly až do pozemkové reformy. Od roku 1771 se Olbramice začaly poněmčovat.
Od roku 1850 byly Olbramice, spojené s Janovicemi, podřízeny okresnímu soudu v Klimkovicích a po stránce správní součástí politického okresu Opava v letech 1850–1855, pak opět 1868–1896 a smíšeného okresního úřadu v Klimkovicích v období let 1855–1868. Od roku 1896 až do roku 1960 náležely Olbramice k okresu Bílovec a po právní a územní reformě v roce 1960 patřily k okresu Nový Jičín. Po další reformě od roku 2003 jsou sice stále územně vedeny pod okresem Nový Jičín, ale správním úřadem se stává Ostrava, k 1. lednu 2007 přešly Olbramice k okresu Ostrava-město.
Osadou Olbramic jsou Janovice. Vznikly kolonizací před rokem 1667. Byly součástí panství bravantického, kam byly také až do vzniku olbramické kuracie přifařeny. Od roku 1850 byly osadou Olbramic, k nímž byly také přiškoleny a s nimiž byly připojeny v roce 1980 ke Klímkovicím. Jako trvalá osada Olbramic se s nimi v roce 1994 osamostatnily.

### Několik úryvků z dřívější doby
Občané se v minulé době živili hlavně zemědělstvím. Jen usedlíci o menší výměře pozemků si přivydělávali v létě při ruční výrobě cihel, v kamenných lomech, jako dřevorubci v lesích a u větších zemědělců. V obci bylo v 19. století asi 40 domů. Jako většina obcí i Olbramice měly své fojtství o výměře 45 ha. Ostatních starých usedlostí bylo 15 o výměře 15–25 ha, 2 usedlosti zahradnické 5–6 ha a jen několik málo domků bylo bez pozemků.
Zakládající rodové kmeny německých občanů byly Schaffer, Horsinka a Teichmann, těchto příjmení bylo také nejvíce v obci. Ostatní rodinné kmeny byly většinou původu českého, ale postupem doby a germánského nátlaku se poněmčovaly. V 19. století bylo z 15 selských usedlostí 5 takřka úplně rozprodáno, naproti tomu se mnoho chalupnických zvětšilo. Příčinou tohoto úpadku bylo v tuto dobu především karbanictví a rozšířený alkohol. Budovy selských a chalupnických usedlostí byly do let 1870 většinou dřevěné, jen některé části domů byly zděné. Jako krytiny sloužila většinou sláma. S přestavováním se začalo teprve později. Rychlejší rozvoj průmyslových závodů v blízké Ostravě, a zároveň také výstavba veřejných cest a silnic přispěl k lepším finančním poměrům obce. Jako první byla postavena státní silnice Ostrava – Svinov – Opava, a to v roce 1775. Ostatní obce spojovaly tehdy pouze cesty polní. Výstavba okresních silnic byla prováděna až v pozdější době. První okresní silnice vedla z Olbramic do Klimkovic, potom do Byslavic (dnes Zbyslavic) a později do Bravantic. Teprve po 1. světové válce byla za pomoci okresu provedena výstavba silnice, která vedla obcemi Lubojaty, Bítov a Tísek. Olbramice – Lubojaty, touto západní částí okresu se usnadnila doprava do Ostravy. Kolem roku 1930 byla provedena stavba silnice Olbramice – Josefovice. Tímto byly hlavní spojovací silnice dokončeny.

## Obyvatelstvo
| Rok            | 1869 | 1880 | 1890 | 1900 | 1910 | 1921 | 1930 | 1950 | 1961 | 1970 | 1980 | 1991 | 2001 | 2011 | 2021 |
| -------------- | ---- | ---- | ---- | ---- | ---- | ---- | ---- | ---- | ---- | ---- | ---- | ---- | ---- | ---- | ---- |
| Počet obyvatel | 380  | 362  | 378  | 434  | 477  | 468  | 571  | 448  | 441  | 454  | 436  | 462  | 512  | 643  | 697  |
| Počet domů     | 58   | 81   | 62   | 65   | 100  | 104  | 125  | 132  | 107  | 116  | 119  | 140  | 163  | 188  | 218  |

## Obecní správa
Mezi lety 1869–1978 Olbramice byly obcí v okrese Opava (1869–1930), poté v okrese Vítkov (1950) a později v okrese Nový Jičín. Od 1. ledna 1979 do 31. prosince 1993 patřily jako část města ke Klimkovicím a od 1. ledna 1994 jsou opět samostatnou obcí.

### Části obce
- Olbramice
- Janovice

### Obecní symboly
Znak a vlajka byly obci uděleny rozhodnutím předsedy Poslanecké sněmovny Parlamentu České republiky dne 9. dubna 2002. K obecnímu pečetidlu, které obec vlastní již od roku 1665, přibyl znak a prapor. Tematika vzorů obecních symbolů se řídí tzv. mluvícími znameními, nebo navazuje na historii obce.
Znak obce Olbramice tvoří v zeleno-červeně polceném štítě zlatá loutka, tvořená polopostavou panoše se stříbrnou tváří a krkem, vyrůstající z dolní poloviny přepásané lilie, držící ve stříbrných dlaních zvednutých paží vpravo šikmo zlatou radlici a vlevo kosmo stříbrný nůž se zlatou rukojetí.

#### Symbolika návrhu obecního znaku Olbramice
1. Figurální kompozice, sestavená ze zemědělských nástrojů – radlice a krojidlo – představují doslovný heraldický přepis obrazu historické obecní pečeti z roku 1665.
2. Figury tří květů tulipánu jsou převzaty rovněž ze staré olbramické pečeti, kde tvořily dekorativní doplněk znakového štítu. Jejich počet představuje počet základních sídelních jednotek: Olbramice, Janovice, Kamenec.
3. Figura loutky je odvozena z erbu Loutků z Olbramic, spjatých s dějinami obce v 15. a 16. století.
4. Polcení štítu symbolizuje :
- Dvě integrované vsi – Olbramice a Janovice,
- Někdejší příslušnost obce k Opavsku (dle stříbrno-červeného polcení štítu opavského knížectví).

5. Barevné řešení znaku vyjadřuje:
- Stříbrná + červená = historická vazba k Opavsku,
- Zelená = poloha obce v mimoměstské oblasti v předhůří Nízkého Jeseníku,
- Zlatá + modrá = barvy erbu pánů z Vrbna, dalších významných feudálních vlastníků obce (v 16. století),
- Černá + zlatá = historická příslušnost obce k českému Slezsku.

## Doprava
Na území obce se nachází tři autobusové zastávky: Olbramice rozcestí, Olbramice hostinec a Olbramice kostel. Obec je zahrnuta do ODIS (Ostravský dopravní integrovaný systém). Nachází se na hranici zón 9 a 10,které patří do zóny 2 Ostrava XXL.

## Pamětihodnosti
Do roku 1750 chodili obyvatelé Olbramic do kostela v Bravanticích. Roku 1750 bylo přistoupeno ke stavbě kostela společně s obcí Zbyslavice. Farnosti Olbramické byla přičleněna obec Zbyslavice. Obce se společně dohodly, že kostel bude postaven u dnešní silnice „Na Vrchpoli“. Začal se svážet kámen na základy, leč přes noc kámen záhadným způsobem zmizel a ráno se nacházel u lip. Když se to opakovalo, ustrašení občané se dohodli, že kostel postaví mezi dnes již památnými lípami. Během doby, když se zvětšil počet obyvatelstva a kostelní budova byla malá, pomohla patronka Marie hraběnka Blücherová z Wahlstatku a v roce 1865 nechala kostel zvětšit. Místo dřevěného stropu přišlo klenutí, budova byla prodloužena, přistavěna věž a sakristie. Stará šindelová krytina byla nahrazena červenými taškami. Hned na to postavily obě obce farní budovu a nejnutnější budovy hospodářství.
Kostel svatého Bartoloměje je chráněnou památkou Olbramic. Kostel je vyzdoben v barokním stylu a je zde oltářní obraz Svatého Bartoloměje z roku 1751, jehož autorem je malíř Elias Herbert.